# كشر أعلى (بني مطر)

تعديل مصدري - تعديل

كشر أعلى هي إحدى قرى عزلة شهاب الأعلى بمديرية بني مطر التابعة لمحافظة صنعاء، بلغ تعداد سكانها 265 نسمة حسب تعداد اليمن لعام 2004.